# Cumnock (Australië)
Cumnock is een plaats in de Australische deelstaat New South Wales en telt 270 inwoners (2006).